# Mark Post
Mark Post (ur. 20 lipca 1957) – holenderski lekarz, profesor Uniwersytetu w Maastricht, zajmuje się m.in. komórkową hodowlą mięsa.

## Życiorys
Urodzony 20 lipca 1957. Studia medyczne ukończył na Uniwersytecie w Utrechcie w 1982, a doktorat na tej samej uczelni uzyskał siedem lat później. Został profesorem uniwersytetu w Maastricht.
W 2000 Willem van Eelen stworzył konsorcjum holenderskich badaczy i firm branży spożywczej do badań nad hodowlą komórkową mięsa, a rząd Holandii sfinansował badania. Badania trwające od 2005 do 2009 r. pozwoliły na szereg odkryć i rozwój techniki, a także przyczyniły się pośrednio do prezentacji przez Marka Posta laboratoryjnego hamburgera w 2013 roku, co było efektem trzyletniego projektu badawczego sfinansowanego przez Sergeya Brina, jednego z twórców Google. W celu komercjalizacji opracowanej technologii Post założył startup Mosa Meat, którego celem jest stworzenie tańszego procesu produkcji i budowa zakładu pilotażowego, który ma wypuścić finalny produkt na rynek w 2021 roku.